# Bitwa pod Victorią
Bitwa pod Victorią (zwana też bitwą pod Parmą) – starcie zbrojne, które miało miejsce 18 lutego 1248 r.
W roku 1247 cesarz Fryderyk II Hohenstauf, zamierzając zdobyć Parmę, zbudował nieopodal niej oblężnicze miasto Victoria. Na zaoranym polu oprócz domostw ustawiono mury, fosy, wieże i mosty zwodzone, a także kanał zaopatrujący miasto w wodę. Cesarz spędził tutaj kilka miesięcy, trwoniąc czas i pieniądze w oczekiwaniu na kapitulację Parmy. 18 lutego 1248 Fryderyk w towarzystwie dworskiej świty i eskorty pięćdziesięciu rycerzy wybrał się na polowanie. W Victorii pozostał nieliczny garnizon margrabiego Lancii. Obrońcy Parmy wykonali wówczas pozorowany atak w kierunku południowym, na który Lancia odpowiedział kontratakiem, pozbawiając Victorię osłony. Wówczas to przywódca parmeńskiego oporu Grzegorz z Montelongo na czele swych oddziałów wdarł się do miasta, podpalił je, a rycerzy cesarskich wybił. Niemcy stracili 1 500 żołnierzy i 3 000 jeńców oraz skarb państwa z insygniami władzy cesarskiej. Cesarz, widząc płonące miasto, umknął do oddalonej o 60 km Cremony.